# Айхельбург, Вольф фон
Вольф фон Айхельбург (нем. Wolf Freiherr von Aichelburg; 3 января 1912, Пула, Австро-Венгрия — 24 августа 1994, Баньяльбуфар, Мальорка, Испания) — немецко-румынский поэт, прозаик, эссеист, переводчик, композитор и художник; писал преимущественно на немецком языке.

## Биография
Происходил из знатного австрийского рода. Родился в семье Арнольда Айхельбурга, капитана фрегата Австро-Венгерского императорского флота. В 1919 году его отец поступил на службу в румынский флот в Галаце, а в 1922 году вся семья переехала в Сибиу.
В 1929 году Вольф Айхельбург окончил среднюю школу. В 1929—1934 годах изучал германистику и романистику в Клуже и Дижоне. В 1935—1939 годах жил в Берлине, где общался с Паулем Хиндемитом, Мельхиором Лехтером, Рудольфом Вагнером-Регени, последними участниками кружка Георге.
В 1941—1944 годах, в период правления Антонеску, служил переводчиком в Министерстве пропаганды в Бухаресте. Потеряв работу в результате государственного переворота, вернулся в Сибиу, благодаря чему избежал ареста и депортации в СССР — участи многих трансильванских немцев. До 1947 давал частные уроки, посещал собрания местного литературного кружка.
В 1948 году арестован после неудачной попытки побега из Румынии, обвинён в незаконном пересечении границы и хранении валюты. Провёл три года (1949—1952) в тюрьмах и на строительстве канала Дунай — Чёрное море, затем ещё четыре (1952—1956) — на принудительном поселении в коммуне Мейкенешть, где работал уборщиком.
В 1959 году вновь арестован, став одним из пяти обвиняемых на Суде над немецкими писателями в Брашове, организованном Секуритате. Был приговорён к 25 годам каторжных работ и 10 годам поражения в правах за «подстрекательство против общественного порядка посредством агитации». Три года провёл в тюрьмах, остальное время — на принудительных работах в Бэрэганских степях. В 1964 году освобождён в ходе общей амнистии для политических заключённых; в 1968 реабилитирован.
В 1970-е годы снова подвергся преследованиям со стороны Секуритате по подозрению в гомосексуальных связях.
В 1981 году смог эмигрировать в ФРГ, где жил его младший брат; поселился во Фрайбурге.
24 августа 1994 года утонул при невыясненых обстоятельствах в Средиземном море у побережья Мальорки, близ Баньяльбуфара. Похоронен в Мюнхене на Северном кладбище (Нордфридхоф).

### Творчество
Рано начал рисовать, затем открыл для себя музыку, а через нее — литературу; более других авторов на него повлияли Георг Тракль, Стефан Георге, Райнер Мария Рильке. Первое стихотворение написал в 16 лет. Дебютировал в «Siebenbürgisch-Deutsches Tageblatt», затем до 1939 года сотрудничал в журнале Генриха Циллиха «Клингсор». Публиковал эссе на румынском языке, в том числе под псевдонимом «Тома Ралет». Переводил на немецкий румынских авторов, среди которых Михай Эминеску, Лучиан Блага, Джордже Баковия, Василе Войкулеску, Базил Мунтяну («История современной румынской литературы»).